# Gira de los Pumas 1965

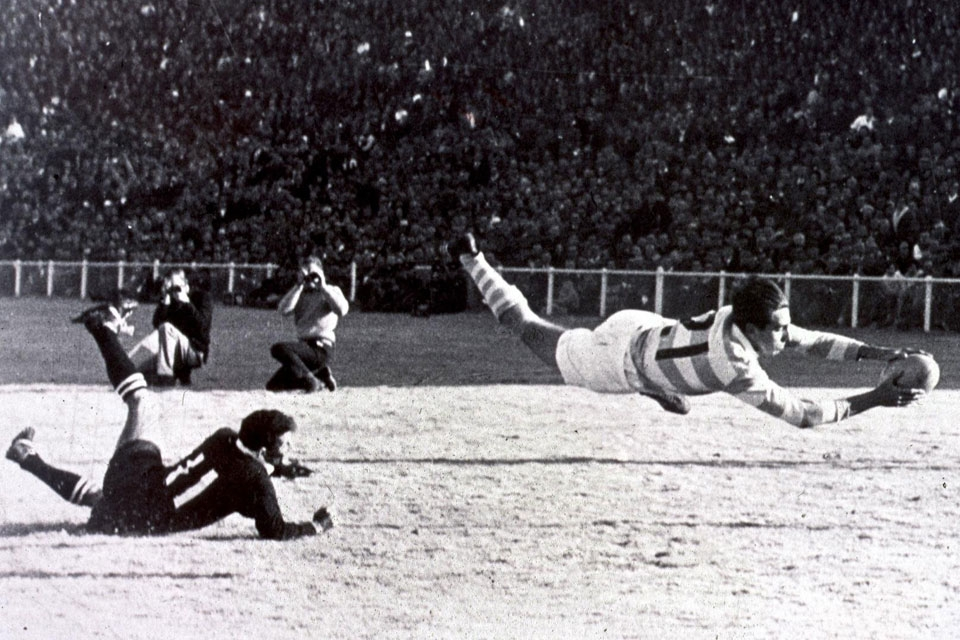
Pascual marca el try de la victoria.

La Gira de los Pumas 1965 fue el primer tour que realizó la selección de rugby de Argentina, sucedió del 8 de mayo al 26 de junio de 1965 en las entonces Rodesia del Sur y Unión Sudafricana.
Allí los argentinos enfrentaron al seleccionado rodesiano y recibieron el apodo Pumas tras vencer a los Emerging Springboks, cuando un periodista sudafricano confundió al Yaguareté bordado con un Puma.

## Plantel
El entrenador fue Izak Van Heerden y sus asistentes fueron Alberto Camardón y Ángel Guastella.
Entrenador:  Izak Van Heerden
Forwards
| - Ronnie Foster - Luis García Yáñez - Nicanor González del Solar - Raúl Loyola - Guillermo Mc Cormick | Agustín Silveyra - Aitor Otaño - Eduardo Scharemberg - Rodolfo Schmidt - Héctor Silva |

Backs
| - Roberto Cazenave - Eduardo España - Adolfo Etchegaray | - Enrico Neri - Marcelo Pascual - Eduardo Poggi - Arturo Rodríguez Jurado |

## Test matches
En aquella época los tries valían 3 puntos, las conversiones 2 puntos, los penales y drops 3 puntos. Esto era así debido a la dificultad del manejo de la pelota.
| 8 de mayo de 1965 | Rodesia del Sur | 17 – 12 | Argentina | ?, Harare                                |  |
|                   |                 |         |           | Asistencia: ? espectadores Árbitro(s): ? |  |

| 19 de junio de 1965 | Emerging Springboks | 6 – 11 | Argentina                                    | Estadio Ellis Park, Johannesburgo                            |                                                              |
|                     | Tries Du Preez ,    |        | Tries España Loyola Pascual Conversión Poggi | Asistencia: 40.000 espectadores Árbitro(s): Pieter Robbertse | Asistencia: 40.000 espectadores Árbitro(s): Pieter Robbertse |

## Legado
Cincuenta años después, el plantel se reunió en el Belgrano Athletic Club. enfrentaron Pumas y Springboks por la tercera y última fecha de The Rugby Championship 2015, en la tribuna del estadio Kings Park se encontraban exjugadores del plantel de 1965 y los Pumas ganaron el partido. Fue la primera victoria de los argentinos sobre los sudafricanos en la historia.